# Provincia de Alhucemas
La provincia de Alhucemas (en árabe: الحسيمة‎, en lenguas bereberes: ⵍⵃⵓⵙⵉⵎⴰ, en francés: Al Hoceïma) es una provincia de Marruecos, que pertenece a la región de Tánger-Tetuán-Alhucemas.
Alhucemas limita con las provincias de Driouch, Chauen, Taunat y Taza. La provincia comprende tres círculos, los de Beni Bufra, Targuist y Beni Urriaguel. Ciudades importantes son también: Beni Bu Ayast, Beni Hadifa, Einzorén, Isaguén y Temasinet.

## Parque nacional de Alhucemas

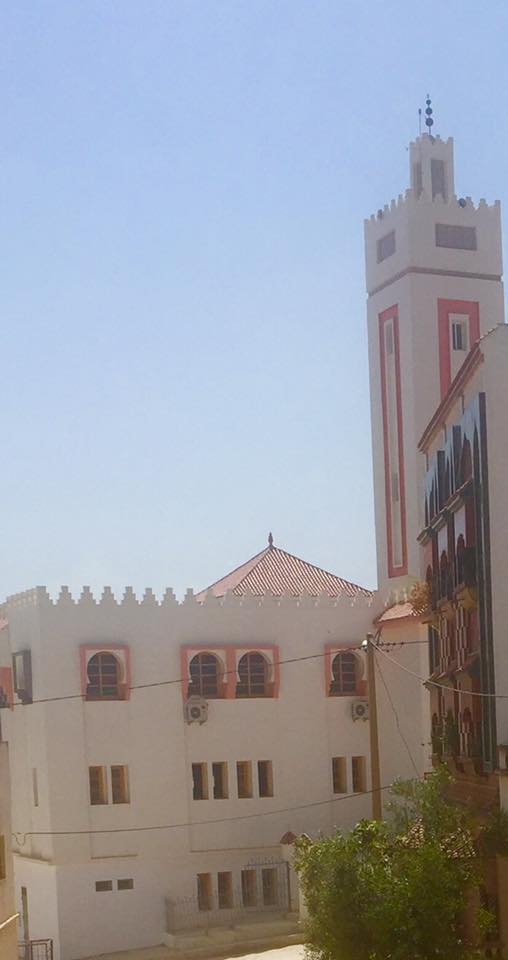
Pueblo en Marruecos.

El parque nacional de Alhucemas está situado en la fachada norte del mediterráneo de Marruecos en la ciudad de Alhucemas, en la región de la tribu de Bocoya a 150 km al este del estrecho de Gibraltar con una superficie terrestre y marina de 310 km². Cuenta con numerosas zonas de gran valor biológico donde domina el litoral de costas rocosas salvajes poco explotadas. El macizo calcáreo de unos 40 km. que constituye este litoral continúa hasta el mar formando acantilados que alcanzan 700 m creando un paisaje de una diversidad tanto geográfica como biológica.
Los aduares más importantes de la zona son los de Aduz y Tausart pertenecientes al municipio de Ruadi, famoso por el Zoco el Had Ruadi.

## División administrativa
La provincia de Alhucemas consta de 4 municipios y 31 comunas:

### Municipios
- Alhucemas
- Beni Bu Ayast
- Einzorén
- Targuist
- Temasinet

### Comunas
| - Abdelghaya Souahel - Aít Kmera - Aít Yusef U Ali - Beni Abd-al-Lah - Tafurnut - Beni Ammart - El Arbaa de Taurt - Beni Bechir - Beni Bu Chibet - Beni Bu Frah | - Beni Bonzar - Beni Gmil - Beni Gmil Maksouline - Beni Hedifa - Chekrán - Imrabten - Isaguén - Izmorén - Luta - Muley Hamed Cherif | - Nékor - Ruadi - Senada - Sidi Bu Temín - Sidi Bu Zineb - Tagsut - Tamsaut - Tifaruén - Sidi Abd el Kader - Zarkat |